# Crissay-sur-Manse
Crissay-sur-Manse ist eine französische Gemeinde mit 113 Einwohnern (Stand 1. Januar 2022) im Département Indre-et-Loire in der Region Centre-Val de Loire; sie gehört zum Arrondissement  Chinon und zum Kanton Sainte-Maure-de-Touraine. Crissay-sur-Manse gehört zu den schönsten Dörfern Frankreichs. Im südlichen Gemeindegebiet verläuft der namengebende Fluss Manse.

## Bevölkerungsentwicklung
| Jahr      | 1962 | 1968 | 1975 | 1982 | 1990 | 1999 | 2007 | 2017 |
| Einwohner | 173  | 164  | 137  | 118  | 97   | 119  | 116  | 99   |

## Sehenswürdigkeiten
- Kirche Saint-Maurice (Anfang 16. Jahrhundert)
- Häuser aus dem 15. und 16. Jahrhundert
- Burgruine (15. Jahrhundert)

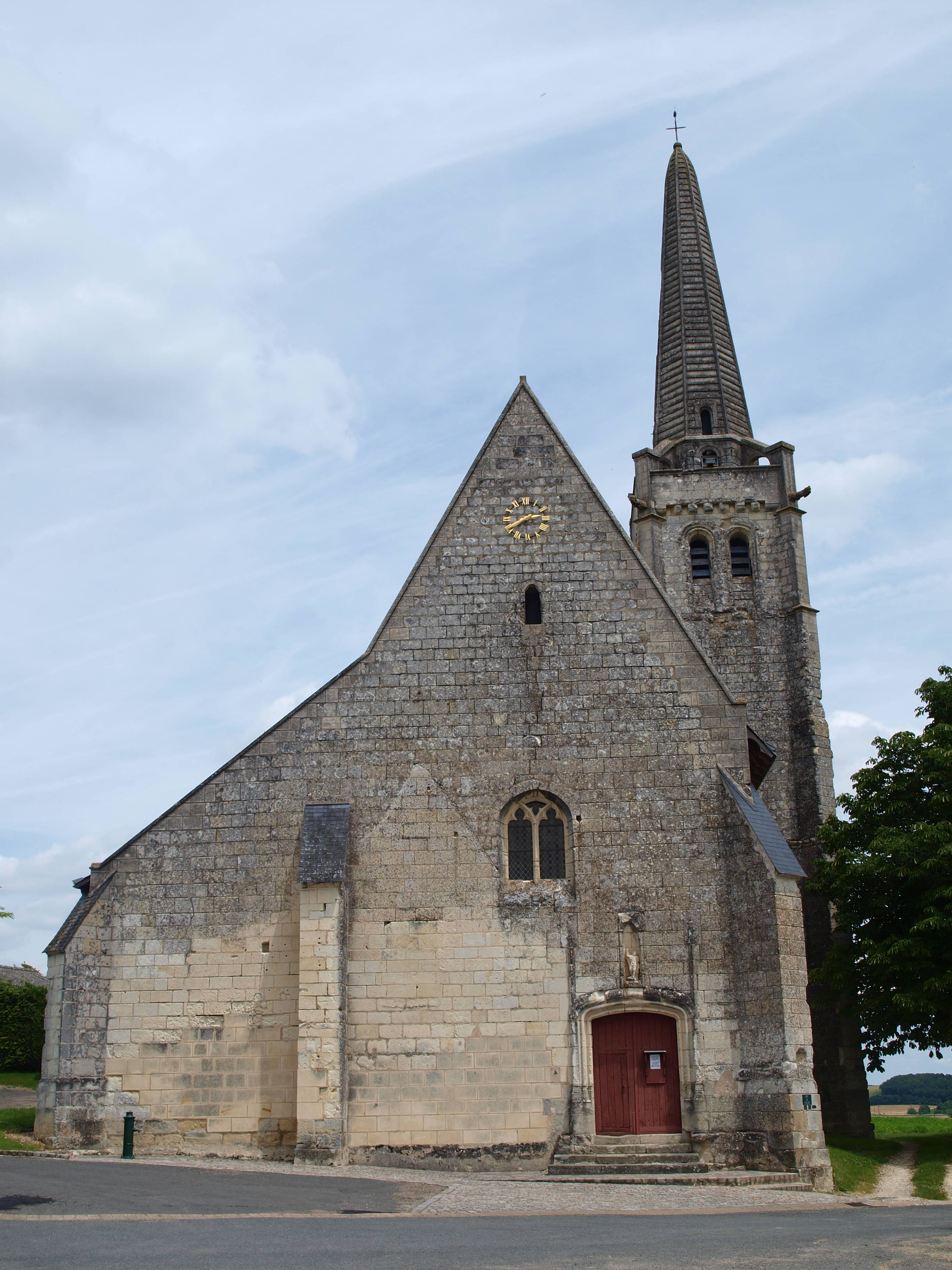
Kirche Saint-Maurice
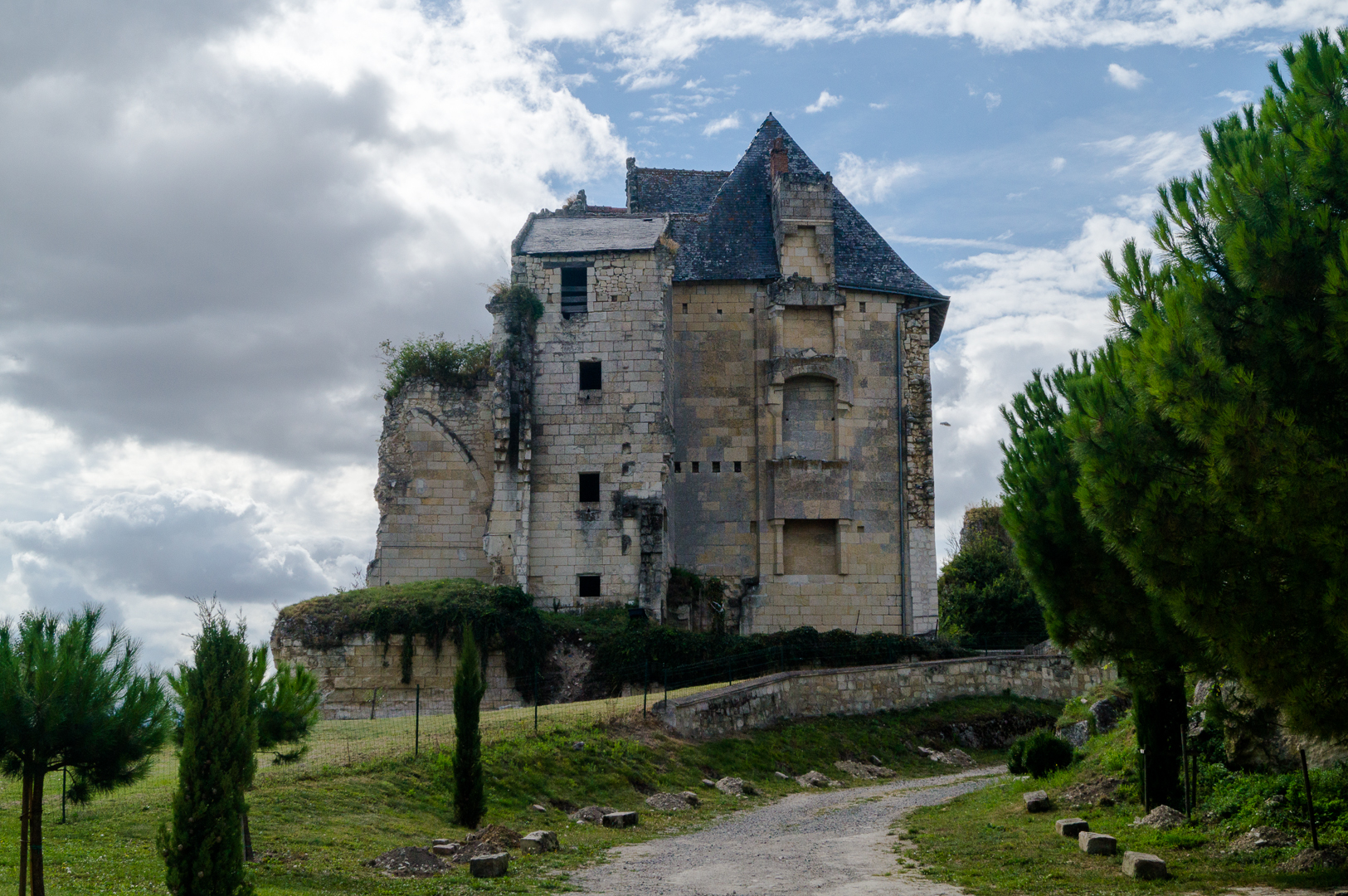
Burgruine